# Agrippa Menenius Lanatus (consul en -439)
Pour les articles homonymes, voir Menenius Lanatus.
Agrippa Menenius Lanatus est un homme politique romain du Ve siècle av. J.-C., consul en 439 av. J.-C.

## Famille
Il est membre des Menenii Lanati, branche de la gens Menenia. Il est le fils de Titus Menenius Lanatus, consul en 477 av. J.-C., et le frère de Lucius Menenius Lanatus, consul en 440 av. J.-C. Son nom complet est Agrippa Menenius T.f. Agripp.n. Lanatus. Toutefois, certaines sources antiques donnent un nomen différent, Mallius ou Manlius. La filiation étant fournie en partie par ces mêmes sources, elle demeure incertaine.

## Biographie

### Triumvir (442)
En 442 av. J.-C., il est un des triumviri coloniae deducendae, avec Titus Cloelius Siculus et Marcus Aebutius Helva, qui organisent la colonie romaine d'Ardée,.

### Consulat (439)
En 439 av. J.-C., il accède au consulat au côté de Titus Quinctius Capitolinus Barbatus, qui est consul pour la sixième fois. Une terrible disette sévit à Rome et bien que les consuls de l'année précédente aient fait élire un « intendant des vivres », la situation demeure critique. Un riche plébéien, Spurius Maelius, achète avec sa propre fortune du blé en Étrurie pour nourrir la population. Sa popularité devient telle qu'il aurait aspiré à la royauté,.
Les consuls, devant cette menace, nomment un dictateur, qui n'a pas à répondre de ses actes et peut donc faire face comme il le souhaite à la situation, contrairement aux deux consuls, tenus par les lois. C'est Lucius Quinctius Cincinnatus, bien que très âgé, qui est nommé. Son maître de cavalerie, Caius Servilius Ahala, assassine Spurius Maelius, avec l'accord tacite du dictateur,.

### Fin de carrière
En 419 et 417 av. J.-C., un Agrippa Menenius Lanatus est élu tribun militaire à pouvoir consulaire. Il pourrait s'agir de la même personne que le consul de 439 av. J.-C., à moins qu'il ne s'agisse d'un homonyme, peut-être Agrippa Menenius Lanatus, fils de Titus Menenius Lanatus, consul en 452 av. J.-C.

### Auteurs antiques
- Tite-Live, Histoire romaine, Livre IV, 13-15/44-47 sur le site de l'Université de Louvain

### Auteurs modernes
- (en) T. Robert S. Broughton, The Magistrates of the Roman Republic : Volume I, 509 B.C. - 100 B.C., New York, The American Philological Association, coll. « Philological Monographs, number XV, volume I », 1951, 578 p.
- (en) Michèle Lowrie, « Spurius Maelius : Dictatorship and the Homo Sacer », dans Citizens of discord : Rome and its civil wars, Oxford University Press, 2010, 352 p., p. 171-187